# 오버리가
오버리가(독일어: Oberliga)는 독일 축구의 5부 리그이다. 2008년 3. 리가가 도입되기 이전까지는 독일 축구리그 시스템에서 4부 리그의 역할을 맡았다. 2011-12시즌이 끝난 후 오버리가의 수가 11개에서 14개로 증가했다.
나치 독일 시절의 가우리가를 제외하면 1963년 1부 리그로 분데스리가가 결성되기 이전까지는 오버리가(영어로 프리미어리그와 같은 뜻을 지님)라는 용어가 사용 되었다. 1978년에서 1994년 사이에는 아마추어오버리가가 3부 리그의 명칭으로 사용 되었으며 이는 아마추어 수준의 리그 중 가장 최상위였고 오버리가가 현재의 명칭으로 사용된 것은 1994년이다. 동독에서는 1948년부터 1990년에 별도의 리그 시스템이 존재 했으며 그중 가장 최상위 리그는 DDR 오버리가라는 명칭을 사용했다.

## 분데스리가 출범 이전
제2차 세계대전의 말기부터 1963년 분데스리가가 형성되기 이전까지 5개의 지역 오버리가가 존재했다.
- 오버리가 베를린
- 오버리가 노르트
- 오버리가 베스트
- 오버리가 쥐트베스트
- 오버리가 쥐트

1962년 10월, 독일 협회가 제시한 기준에 따라 이전의 12시즌을 총망라한 평가 시스템을 통해 5개 리그의 16개 클럽이 모여 새롭게 분데스리가를 창설했으며 다른 클럽들은 2부 리그인 레기오날리가에 소속되었다.

### 분데스리가 출범 이전 우승팀
| 연도   | 노르트      | 베스트                 | 쥐트베스트             | 쥐트                      | 베를린                    |
| ------ | ----------- | ---------------------- | ---------------------- | ------------------------- | ------------------------- |
| 1946년 | -           | -                      | 1. FC 자르브뤼켄       | VfB 슈투트가르트          | SG 빌머스도르프           |
| 1947년 | -           | -                      | 1. FC 카이저슬라우테른 | 1. FC 뉘른베르크          | SG 샬로텐부르크           |
| 1948년 | 함부르크 SV | 보루시아 도르트문트    | 1. FC 카이저슬라우테른 | 1. FC 뉘른베르크          | 우니온 오버쇠네바이데     |
| 1949년 | 함부르크 SV | 보루시아 도르트문트    | 1. FC 카이저슬라우테른 | 키커스 오펜바흐           | 베를리너 SV 92            |
| 1950년 | 함부르크 SV | 보루시아 도르트문트    | 1. FC 카이저슬라우테른 | SpVgg 그로이터 퓌르트     | 테니스 보루시아 베를린    |
| 1951년 | 함부르크 SV | FC 샬케 04             | 1. FC 카이저슬라우테른 | 1. FC 뉘른베르크          | 테니스 보루시아 베를린    |
| 1952년 | 함부르크 SV | 로트바이스 에센        | 1. FC 자르브뤼켄       | VfB 슈투트가르트          | 테니스 보루시아 베를린    |
| 1953년 | 함부르크 SV | 보루시아 도르트문트    | 1. FC 카이저슬라우테른 | 아인트라흐트 프랑크푸르트 | SC 우니온 06 베를린       |
| 1954년 | 하노버 96   | 1. FC 쾰른             | 1. FC 카이저슬라우테른 | VfB 슈투트가르트          | 베를리너 SV 92            |
| 1955년 | 함부르크 SV | 로트바이스 에센        | 1. FC 카이저슬라우테른 | 키커스 오펜바흐           | BFC 빅토리아 1889         |
| 1956년 | 함부르크 SV | 보루시아 도르트문트    | 1. FC 카이저슬라우테른 | 카를스루에 SC             | BFC 빅토리아 1889         |
| 1957년 | 함부르크 SV | 보루시아 도르트문트    | 1. FC 카이저슬라우테른 | 1. FC 뉘른베르크          | 헤르타 BSC                |
| 1958년 | 함부르크 SV | FC 샬케 04             | FK 피르마젠스          | 카를스루에 SC             | 테니스 보루시아 베를린    |
| 1959년 | 함부르크 SV | SC 베스트팔리아 헤르네 | FK 피르마젠스          | 아인트라흐트 프랑크푸르트 | SC 태즈매니아 1900 베를린 |
| 1960년 | 함부르크 SV | 1. FC 쾰른             | FK 피르마젠스          | 카를스루에 SC             | SC 태즈매니아 1900 베를린 |
| 1961년 | 함부르크 SV | 1. FC 쾰른             | 1. FC 자르브뤼켄       | 1. FC 뉘른베르크          | 헤르타 BSC                |
| 1962년 | 함부르크 SV | 1. FC 쾰른             | 보루시아 노인키르헨    | 1. FC 뉘른베르크          | SC 태즈매니아 1900 베를린 |
| 1963년 | 함부르크 SV | 1. FC 쾰른             | 1. FC 카이저슬라우테른 | TSV 1860 뮌헨             | 헤르타 BSC                |

### 2. 오버리가
오버리가의 하부에 2. 오버리가가 알려지지 않았던 서 베를린과 북독일 지방을 제외하고 1949년부터 1963년까지 존재했다. 2 오버리가는 다음과 같이 존재했다.
- 2. 오버리가 쥐트
- 2. 오버리가 쥐트베스트
- 2. 오버리가 베스트

## 개요
오버리가의 우승팀은 보통 3. 리가의 하부에 있는 레기오날리가로 승격된다. 오버리가 노르트오스트에는 두 개의 디비전이 있다(쥐트와 노르트).
오버리가의 우승팀이 이미 레기오날리가에 속한 클럽의 리저브팀이거나 레기오날리가로 강등될 클럽이 있는 경우 승격할 수 없으며, 그 다음으로 순위가 높은 클럽이 대신 승격한다.
현재는 독일의 주와 지역에 따라 14개의 오버리가가 존재한다.

## 오버리가에서 2. 분데스리가로의 승격
1974년부터 1994년까지 원래 첫번째 아마추어리가로 불렸던 오버리가는 2. 분데스리가 남부와 북부의 바로 아래 세워졌다. 원래 15개의 아마추어리가가 존재했으나 1978년에 오버리가가 8개로 축소되었다. 1981년부터 2. 분데스리가는 단일 리그로 축소되었다. 항상 오버리가의 우승팀이 승격 가능팀보다 많았기 때문에 이 클럽들은 2. 분데스리가로 승격하기 위한 승격 플레이오프를 치루게 되었다.

## 오버리가의 역사
2012-13시즌부터 이전의 11개 리그에 비해 증가한 14개 리그가 오버리가를 구성하고 있다.

### 오버리가 바덴뷔르템베르크
오버리가 바덴뷔르템베르크는 1978년 바덴뷔르템베르크주에서 단일 디비전의 3부 리그를 제공하기 위해 설립되었다. 이전에 주 내 클럽은 4개의 아마추어리가(노르트뷔르템베르크, 노르트바덴, 쥐트바덴, 슈바르츠발트-보덴)에서 활동했다. 그 중 두 개가 합쳐져 아마추어리가 노르트뷔르템베르크와 슈바르츠발트-보덴이 페어반츠리가 뷔르템베르크를 형성했다.
오버리가 바덴뷔르템베르크의 피더 리그
- 페어반츠리가 노르트바덴

- 페어반츠리가 쥐트바덴

- 페어반츠리가 뷔르템베르크

### 바이에른리가
바이에른리가는 1945년 결성되었다. 1946-47, 1947-48시즌과 1953-54시즌부터 1962-63시즌까지 북부와 남부 디비전으로 분열되었다. 1963년부터 2012년까지는 단일 리그로 진행되었으며 2012년 이후 다시 북부와 남부로 나뉘어 진행된다.
바이에른리가의 피더 리그
- 란데스리가 바이에른-노르트오스트
- 란데스리가 바이에른-노르트베스트
- 란데스리가 바이에른-미테
- 란데스리가 바이에른-쥐트오스트
- 란데스리가 바이에른-쥐트베스트

### 브레멘리가
브레멘리가는 2008년 설립되었다.
브레멘리가의 피더 리그
- 란데스리가 브레멘

### 오버리가 함부르크
오버리가 함부르크는 2008년 설립되었다.
오버리가 함부르크의 피더 리그
- 란데스리가 함부르크-함모니아
- 란데스리가 함부르크-한자

### 헤센리가
헤센리가는 1945년 설립되었다. 첫 두 시즌인 1945-46과 1946-47시즌에는 동서로 분리된 두 개의 디비전으로 리그가 진행되었다. 그 이후로는 단일 리그로 진행되었으며 이는 해당 형식으로 가장 오래 운영되고 있는 오버리가이다.
헤센리가의 피더 리그
- 페어반츠리가 헤센-노르트
- 페어반츠리가 헤센-미테
- 페어반츠리가 헤센-쥐트

### 오버리가 미텔라인
오버리가 미텔라인은 이전에 제공되던 NRW-리가가 해체된 이후 2012년 오버리가로 지위가 승격되었다.
오버리가 미텔라인의 피더 리그
- 란데스리가 미텔라인 슈타펠 1
- 란데스리가 미텔라인 슈타펠 2

### 오버리가 니더라인
오버리가 니더라인은 이전에 제공되던 NRW-리가가 해체된 이후 2012년 오버리가로 지위가 승격되었다.
오버리가 니더라인의 피더 리그
- 오버리가 니더라인 그루페 1

- 오버라인 니더라인 그루페 2

### 오버리가 니더작센
오버리가 니더작센은 2008년 설립되어 두 개의 지역 디비전으로 시작했지만 2010년 단일 리그 디비전으로 통합되었다.
오버리가 니더작센의 피더 리그
- 란데스리가 하노버
- 란데스리가 베이저-엠스
- 란데스리가 브라운슈바이크
- 란데스리가 뤼네부르크

### NOFV-오버리가
NOFV-오버리가는 1991년 독일 통일 이후 설립되었다. 리가는 이전의 동독일 지역과 베를린 지역을 포함한다. 기존에는 세 개의 디비전이 존재했으나 1994년 NOFV-오버리가 미테가 폐지되고 소속 클럽들은 각각 나머지 두 디비전인 NOFV-오버리가 노르트와 NOFV-오버리가 쥐트로 흡수되었다.
NOFV-오버리가의 피더 리그
- 베를린-리가
- 브란덴부르크-리가
- 페어반츠리가 메클렌부르크포어포메른
- 란데스리가 작센
- 페어반츠리가 작센안할트
- 페어반츠리가 튀링겐

참가 클럽은 지리적 필요에 따라 리가 노르트와 쥐트로 재분배된다. 가능한 경우 베를린, 브란덴부르크, 메클렌부르크포어포메른 주의 클럽들은 리가 노르트에, 작센, 작센안할트 및 튀링겐 주의 클럽들은 리가 쥐트로 승격한다.

### 슐레스비히홀슈타인 리가
슐레스비히홀슈타인 리가는 2008년 설립되었으며 2017년부터는 명칭을 오버리가 슐레스비히홀슈타인으로 변경할 예정이다.
2017년까지의 슐레스비히홀슈타인 리가의 피더 리그
- 페어반츠리가 슐레스비히홀슈타인-노르트베스트
- 페어반츠리가 슐레스비히홀슈타인-노르트오스트
- 페어반츠리가 슐레스비히홀슈타인-쥐트베스트
- 페어반츠리가 슐레스비히홀슈타인-쥐트오스트

2017년 이후 오버리가 슐레스비히홀슈타인의 피더 리그
- 란데스리가 홀슈타인
- 란데스리가 슐레스비히

### 오버리가 라인란트-팔츠/자르
2012년까지 오버리가 쥐트베스트라는 명칭을 사용했던 오버리가 라인란트-팔츠/자르는 1978년 자를란트 주와 라인란트-팔츠 주의 3부 리그 수준의 단일 디비전을 제공하기 위해 설립되었다. 이전에 이 오버리가를 구성하는 클럽들은 아마추어리가 쥐트베스트, 자를란트, 라인란트에 소속되어 있었다.
오버리가 쥐트베스트의 피더 리그
- 페어반츠리가 쥐트베스트
- 자를란트리가
- 페어반츠리가 라인란트

### 오버리가 베스트팔렌
오버리가 베스트팔렌은 1978년 베스트팔렌 지역에 단일 디비전을 제공하기 위해 설립되었다. 이후 2008년 NRW-리가의 도입으로 중단되었으나 2012년 재설립되었다.
오버리가 베스트팔렌의 피더 리그
- 베스트팔렌 슈타펠 1
- 베스트팔렌 슈타펠 2